# نهر مورويا

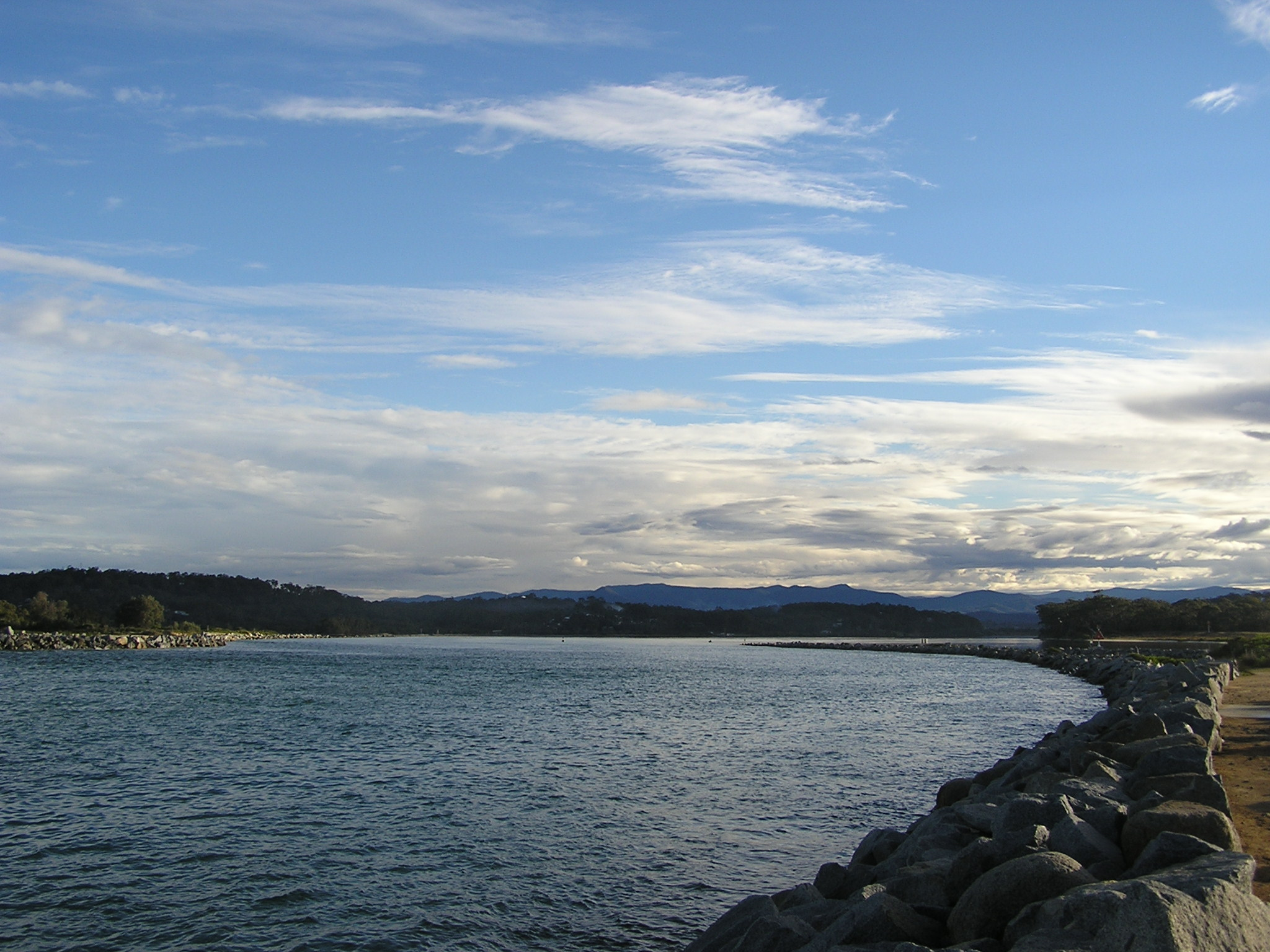
نهر مورويا
(بالإنجليزية: Moruya River)‏: هو نهر يوجد بأقصى ولاية نيوساوث ويلز، أستراليا, طوله 19.6 كم، مياهه العذية تصل إليه كما هو معروف من نهر Deua, منابع نهر مورويا كما منبع نهر Deua جنوب منطقة بريدوود Braidwood, قرية Araluen تقع في أعلى وادي النهر، وكانت موقع تعدين الذهب في أواخر القرن التاسع عشر.
مترجم Moruya River